# Pro Wrestling Guerrilla
Pro Wrestling Guerrilla (PWG) est une fédération de catch dirigée par les catcheurs eux-mêmes et qui a été fondée par des lutteurs issus de Californie du Sud.La fédération a débuté le 26 juillet 2003 et est connue pour son mélange d'humour et de catch.[réf. nécessaire]

## Histoire
En mai 2003, Pro Wrestling Guerrilla annonçait la tenue de son premier show le 26 juillet. La fédération annonçait que le main-event de la représentation serait le premier match qui se déroulerait entre AJ Styles et Samoa Joe. PWG annonçait d'autres noms dans les semaines suivantes, avec un mixe de catcheurs indépendants bien connus et de stars locales en Californie du Sud. À cause des blessures et des conflits de scriptage, la carte était changée à de nombreuses reprises. Samoa Joe ne pouvait lutter pour les débuts de la fédération à cause d'une blessure qu'il a subie dans un match avec Paul London à la Ring of Honor quelques semaines auparavant. Il finissait par être remplacé par Frankie Kazarian.
Les mois suivants, la popularité de la PWG commençait à augmenter en Californie du Sud, et devenait ainsi considérée comme la plus grosse fédération indépendante de Californie. Malgré le fait de n'avoir organisé que six shows en une année, la PWG  était sacrée « Fédération de l'année » en 2003 à l'occasion des trophées de fin d'année du site SoCalUncensored.com. Pendant sa première année, la PWG a ramené des catcheurs comme AJ Styles, Christopher Daniels, Samoa Joe, CM Punk, Homicide, Chris Hero, Brian Kendrick, Colt Cabana, et d'autres.

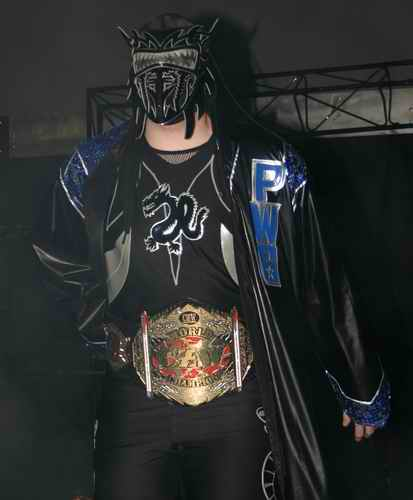
Super Dragon avec le titre de champion du monde de la PWG en 2004.

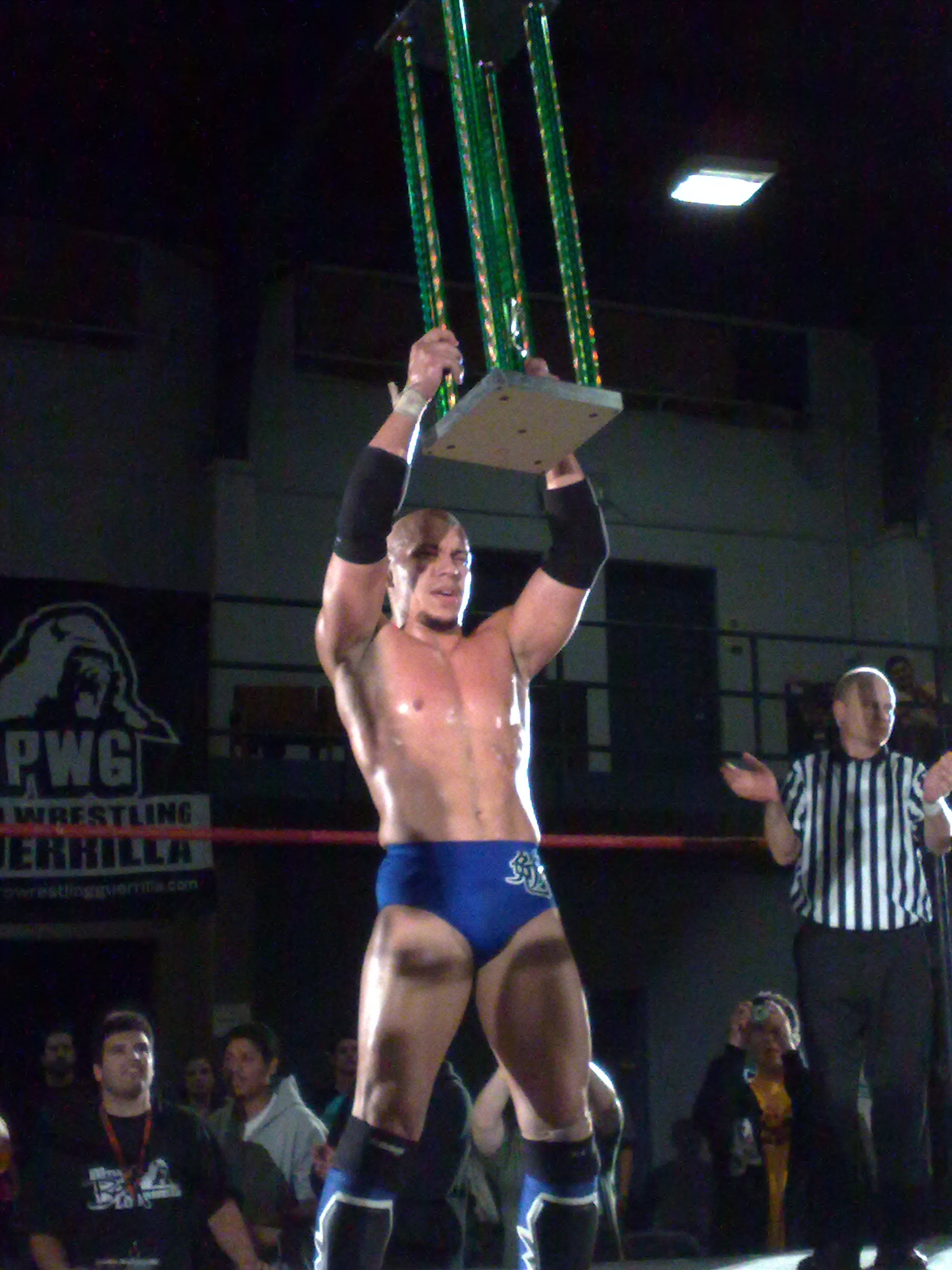
Low Ki après avoir remporté le PWG Battle of Los Angeles en 2008.

En juillet 2004, la PWG déménageait au Hollywood/Los Feliz Jewish Community Center de Los Angeles. Le premier show dans la nouvelle arène voyait des matchs AJ Styles contre Rocky Romero, CM Punk contre Super Dragon, Samoa Joe & Ricky Reyes contre Bryan Danielson & Christopher Daniels, ainsi qu'un match en cage « le perdant quitte la ville » entre Adam Pearce et Frankie Kazarian qu'Adam Pearce perdait et quittait donc la PWG. Après cet évènement, la PWG restait au Hollywood/Los Feliz JCC pour les deux années suivantes, et était surnommée The Sweatbox (« La boîte transpirante ») par ses fans à cause de la chaleur que le bâtiment dégage pendant les soirées chaudes. La popularité de la PWG n'a cessé de grandir en Californie du Sud, et même à travers le monde comme la PWG distribuait ses propres DVD sur son site, et aussi grâce à des reports de fans sur des sites d'information connus. La moyenne des fans lors d'une représentation passait donc de 150-200 à 250-500 fans en l'espace de deux ans.
En avril 2005, la PWG lançait ses premiers All Star shows le week-end de WrestleMania 21, et réalisait ainsi sa meilleure affluence. La PWG a fait appel à de nombreuses stars comme AJ Styles, Christopher Daniels, Jamie Noble, Chris Sabin, Jonny Storm, Kendo Kashin, Samoa Joe, et d'autres stars de la Total Nonstop Action Wrestling et Ring of Honor pour participer à l'évènement. En septembre 2005, la PWG lançait son premier tournoi annuel Battle of Los Angeles, comprenant AJ Styles, Christopher Daniels, James Gibson, Super Dragon, Kevin Steen, El Generico, et d'autres. Chris Bosh remportait le tournoi en battant A.J. Styles en finale.
En février 2006, la PWG a organisé deux shows en Europe. Le premier s'est déroulé à Essen en Allemagne et le second le lendemain à Kent en Angleterre. Les deux shows comprenaient la majorité des catcheurs réguliers de la PWG, avec en plus plusieurs lutteurs européens. En juillet 2006, la PWG annoncent qu'elle quitte la JCC. Le dernier match dans le bâtiment voyait Joey Ryan défendre le Championnat du monde de la PWG contre B-Boy dans un match en cage. La PWG s'en allait ensuite à Reseda en Californie pour les mois suivants à l'American Legion.
En février 2007, la PWG déménageait une fois de plus vers cette fois-ci Van Nuys Armory, situé à quelques minutes de Reseda, où la PWG continue d'organiser des représentations.
Le 3 mai 2007, la PWG annonçait sur son site qu'elle ne travaillerait plus avec la Total Nonstop Action Wrestling. Le 26 octobre 2007, la fédération est en tournée en Europe et plus particulièrement en France pour la toute première fois, en association avec France Catch.
Le 27 février 2010, lors de As The Worm Turns, Kenny Omega perd le PWG World Heavyweight Championship au profit de Davey Richards. Également, pendant cet évènement, les Young Bucks marqueront l'histoire de la compagnie en défendant avec succès, pour la douzième fois consécutive, les titres par équipes de la PWG, venant à bout d'El Generico et Chuck Taylor. La seule équipe qui avait réussi cet exploit était l'équipe de Davey Richards et Super Dragon.
Le 10 avril 2010, à Titannica, les Young Bucks battent les Briscoe Brothers et détiennent, désormais, officiellement, le record du plus grand nombre de défenses réussies pour les titres par équipes avec treize défenses réussies. La série s'arrêtera lorsque la team d'El Generico et de Paul London viendra à bout des Young Bucks, le 9 mai 2010, pour devenir les nouveaux champions par équipes !
Le 30 juillet 2010, au show fêtant le 7e anniversaire de la PWG, l'un des fondateurs de la compagnie, Scott Lost, catchera son dernier match face à Scorpio Sky avant de prendre officiellement sa retraite.
Le 13 septembre 2010, Davey Richards décide de rendre son titre de champion de la PWG à cause d'engagements auprès de la Ring Of Honor et au japon. Claudio Castagnoli remportera le titre le 9 octobre 2010, venant à bout de Chris Hero, Joey Ryan ainsi que Brandon Gatson dans un Four-Way Match.
Le 23 juillet, la PWG tiendra un show fêtant ses 8 ans d'existence pendant lequel Kevin Steen viendra à bout de Claudio Castagnoli pour remporter une seconde fois le PWG World Heavyweight Championship. Le 22 octobre 2011, alors qu'il n'était plus apparu depuis mai 2008, Super Dragon s'offre un retour surprise à Steenwolf afin d'aider Kevin Steen, attaqué par les Young Bucks. Lors de ce même show, les Young Bucks avaient coûté le PWG World Heavyweight Championship à Kevin Steen lors de son Ladder Match face à El Generico. Le 10 décembre, Kevin Steen et Super Dragon viennent à bout des Young Bucks pour remporter les PWG World Tag Team Championship. Super Dragon s'offrira, en même temps, un nouveau record de détention des titres par équipes de la PWG avec un sixième règne. Pendant cet évènement, Dick Togo exécutera son dernier match aux États-Unis, perdant face à El Generico.

## Personnel de la PWG

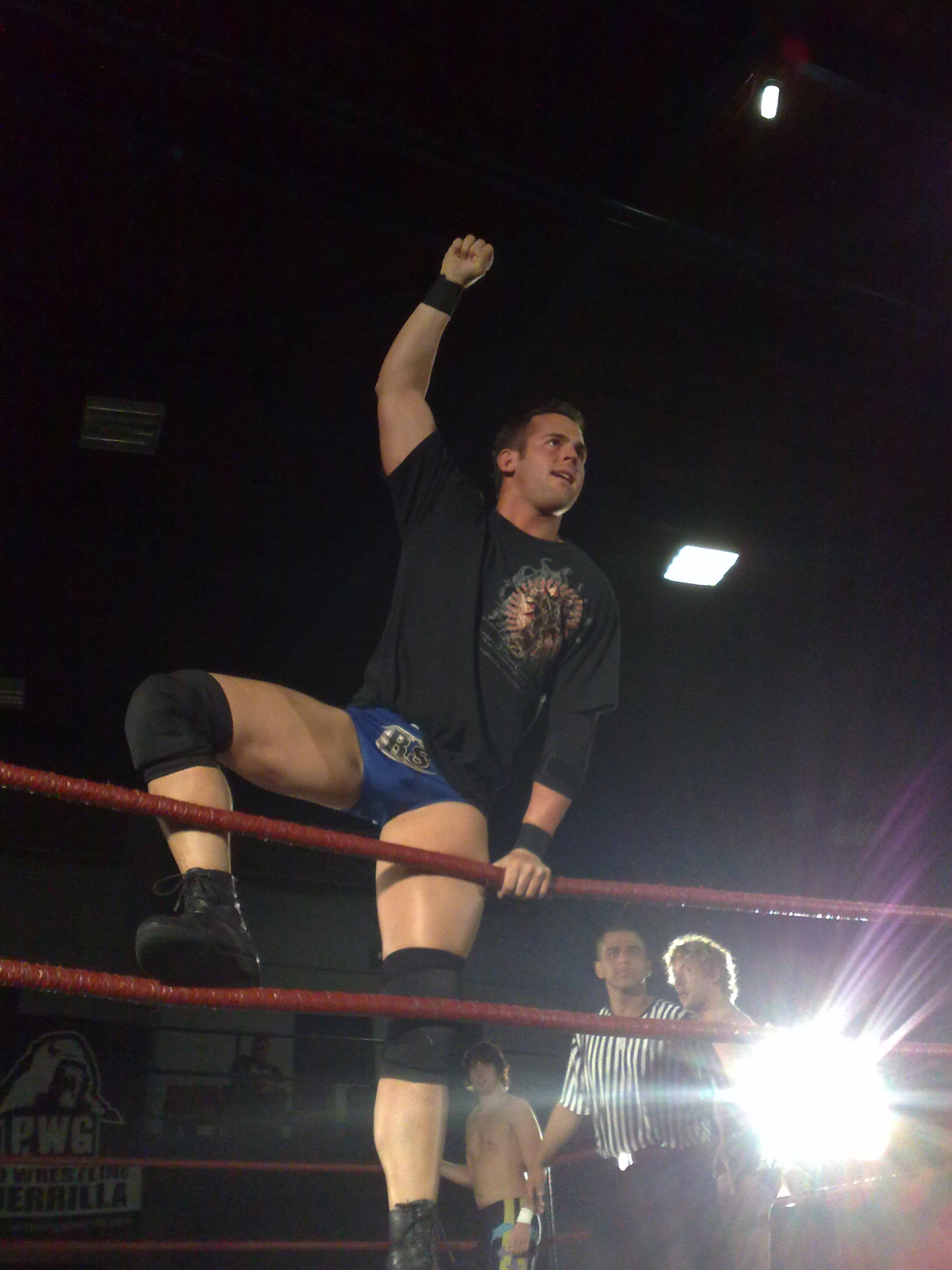
Roderick Strong.jpg.

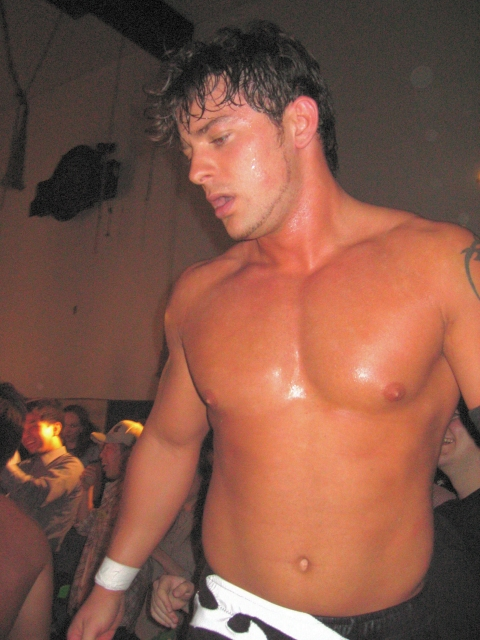
Davey Richards.

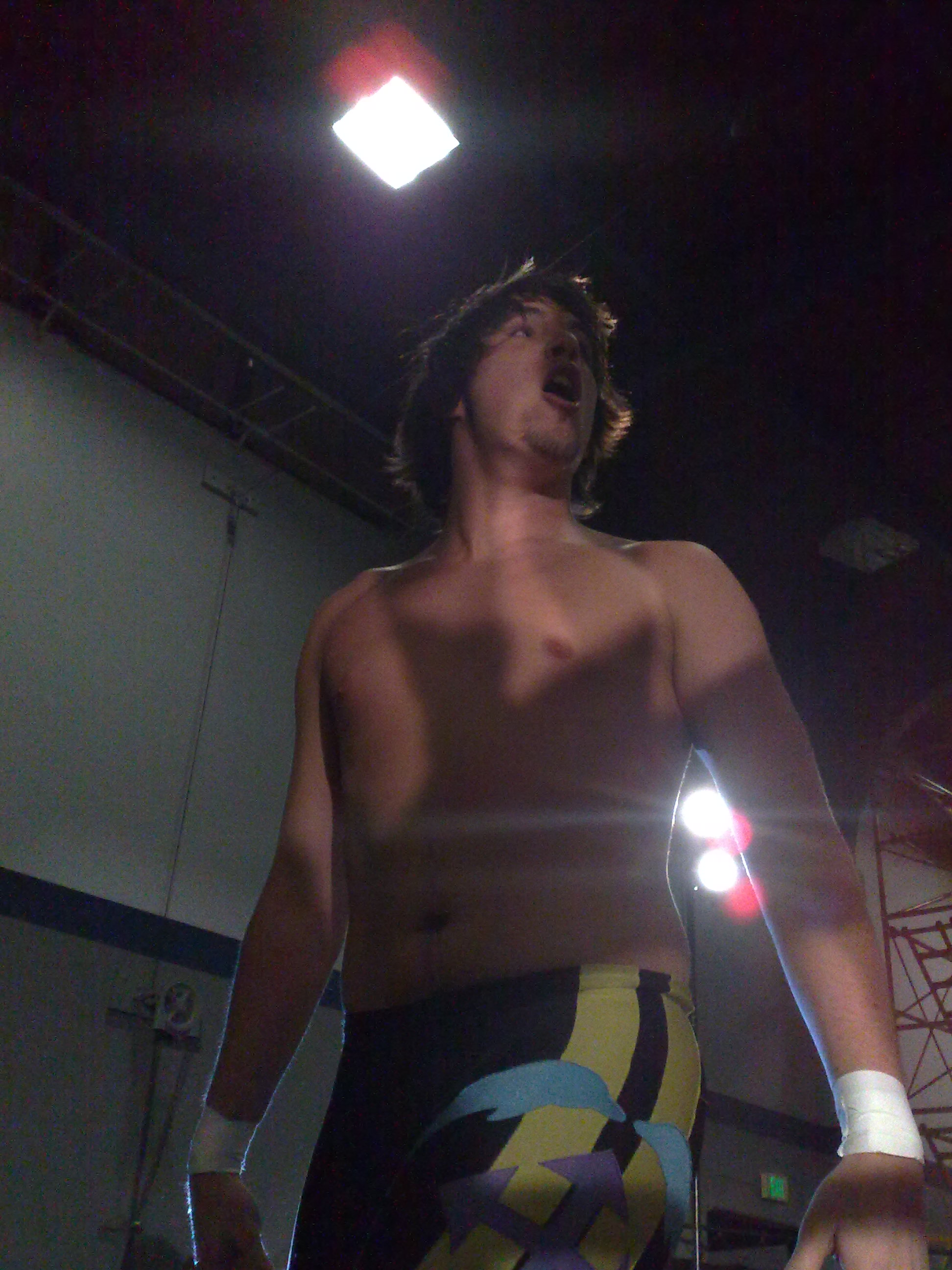
Chuck Taylor.

Cette section présente la liste des personnes employées à la Pro Wrestling Guerilla et des alumnis, c'est-à-dire des personnes anciennement employées par la fédération pouvant apparaitre de façon épisodique dans les spectacles de celle-ci.

### Catcheurs
| Nom de scène     | Nom réel           | Notes                                  |
| ---------------- | ------------------ | -------------------------------------- |
| ACH              | Albert Hardie Jr   |                                        |
| AJ Hawkx         | Anthony Hauser     |                                        |
| Andrew Everett   | Andrew Everett     |                                        |
| AR Fox           | Thomas Ballester   |                                        |
| Brian Cage       | Brian Button       |                                        |
| Candice LeRae    | Candice Dawson     |                                        |
| Cedric Alexander | Cederick Johnson   |                                        |
| Chris Hero       | Chris Spradlin     |                                        |
| Chris Sabin      | Joshua Harter      |                                        |
| Chuck Taylor     | Dustin Howard      |                                        |
| Drew Galloway    | Andrew Galloway    |                                        |
| Joey Ryan        | Joseph Meehan      |                                        |
| Johnny Gargano   | John Gargano       |                                        |
| Matt Jackson     | Matt Massie        | Champion du Monde par équipe de la PWG |
| Matt Sydal       | Matthew Korklan    |                                        |
| Nick Jackson     | Nick Massie        | Champion du Monde par équipe de la PWG |
| Ricochet         | Trevor Mann        |                                        |
| Rocky Romero     | John Rivera        |                                        |
| Roderick Strong  | Chris Lindsley     |                                        |
| Super Dragon     | Daniel Lyon        |                                        |
| T.J. Perkins     | T.J. Perkins       |                                        |
| Tommy End        | Tommy Budgen       |                                        |
| Trent?           | Gregory Marasciulo |                                        |
| Trevor Lee       | Trevor Caddell     |                                        |
| Zack Sabre Jr.   | Lucas Eatwell      | PWG World Champion                     |

### Autres
- Dino Winwood
- Excalibur : commentateur, « agent de liaison du conseil d'administration »
- Jon Ian : annonceur de ring
- Rick Knox : arbitre
- Patrick Hernandez : arbitre
- Aaron Hassan : arbitre

### Alumni
- Adam Pearce
- A.J. Styles
- Alex Koslov
- Alex Shelley
- Al Katrazz
- Apollo Kahn
- Babi Slymm
- B-Boy
- Bobby Quance
- Brad Bradley
- Brandon Bonham
- Brandon Thomaselli
- Bryan Danielson
- Chris Bosh
- CM Punk
- Charles Mercury
- Christopher Daniels
- Chris Kanyon
- Chris Sabin
- Donovan Morgan
- Delirious
- Eddie Kingston
- El Generico
- Frankie Kazarian
- Funky Billy Kim
- Gran Akuma
- Hallowicked
- Aaron Aguilera (Hardkore Kidd)
- Homicide
- Hook Bomberry
- Icarus
- Jack Evans
- James Gibson
- Jardi Frantz
- Jay Briscoe
- Jigsaw
- Jimmy Jacobs
- James Yun
- Jonny Storm
- Josh Prohibition
- Kendo Ka Shin
- Kenny Omega
- Kikutaro
- Kushinbo Kamen
- Larry Sweeney
- Lil'Cholo
- Lit
- Low Ki
- Mark Briscoe
- Marty Rubalcaba
- Messiah
- Mike Quackenbush
- Nigel McGuinness
- Nosawa
- Mr Excitement
- Paul T
- Ricky Reyes
- Rising Son
- Ronin
- Sal Thomaselli
- Samoa Joe
- Sexxxy Eddy
- Seth rollins
- Shane Ballard
- Shannon Ballard
- Valerie Wyndham (So Cal Val)
- Steve Corino
- Supa Badd
- Teddy Hart
- Tony Kozina
- Tony Stradlin
- Tiger's Mask
- UK Kid
- Valentina
- Vito Thomaselli

## Championnats
La Pro Wrestling Guerrilla possède deux championnats, un championnat mondial depuis août 2003 et un championnat par équipe depuis janvier 2004.
| Championnats                     | Champion(s)                    | Précèdent   | Depuis le         | Lieu                    |
| -------------------------------- | ------------------------------ | ----------- | ----------------- | ----------------------- |
| Championnat du Monde de la PWG   | Daniel Garcia (1)              | Bandido (1) | 1er mai 2022      | Los Angeles, Californie |
| Championnat par équipe de la PWG | Malakai Black & Brody King (1) | Vacant      | 26 Septembre 2021 | Los Angeles, Californie |

## Tournois
Cette section présente la liste des tournois organisés par la Pro Wrestling Guerrilla.
| Tournoi                                       | Vainqueur(s)                  | Date                  | Lieu                     | Notes                                                                            |
| --------------------------------------------- | ----------------------------- | --------------------- | ------------------------ | -------------------------------------------------------------------------------- |
| Badass Mother 3000                            | Frankie Kazarian              | 29/30 août 2003       | Eagle Rock (Californie)  |                                                                                  |
| Tango & Cash Invitational                     | B-Boy et Homicide             | 24/25 janvier 2004    | Santa Ana (Californie)   | Le tournoi était remporté par les premiers Champions par équipe de la PWG.       |
| Battle of Los Angeles 2005                    | Chris Bosh                    | 3/4 septembre 2005    | Los Angeles (Californie) |                                                                                  |
| Battle of Los Angeles 2006                    | Davey Richards                | 1er/-3 septembre 2006 | Reseda (Californie)      |                                                                                  |
| Dynamite Duumvirate Tag Team Title Tournament | PAC et Roderick Strong        | 19/20 mai 2007        | Burbank (Californie)     | Le tournoi était pour les titres vacants de Champions par équipe de la PWG.      |
| Battle of Los Angeles 2007                    | CIMA                          | 31/2 septembre 2007   | Burbank (Californie)     |                                                                                  |
| ¡Dia de los Dangerous!                        | Human Tornado                 | 24 février 2008       | Reseda (Californie)      | Tournoi pour le titre vacant de Champion du monde la PWG.                        |
| Dynamite Duumvirate Tag Team Title Tournament | Jack Evans et Roderick Strong | 17/18 mai 2008        | Burbank (Californie)     | Strong & Evans remportent les titres de Champions du monde par équipe de la PWG. |
| Battle of Los Angeles 2008                    | Low Ki                        | 1er/2 novembre 2008   | Burbank (Californie)     |                                                                                  |
| Dynamite Duumvirate Tag Team Title Tournament | Matt Jackson et Nick Jackson  | 22 mai 2009           | Reseda (Californie)      |                                                                                  |